# Sárgacsőrű tokó
A sárgacsőrű tokó (Tockus flavirostris) a madarak (Aves) osztályának szarvascsőrűmadár-alakúak (Bucerotiformes) rendjébe, ezen belül a szarvascsőrűmadár-félék (Bucerotidae) családjába tartozó faj.

## Rendszerezése
A fajt Eduard Rüppell német zoológus és ornitológus írta le 1835-ben, a Buceros nembe Buceros flavirostris néven.

## Előfordulása
Afrika keleti részén, Dél-Szudán, Dzsibuti, Eritrea, Etiópia, Kenya, Szomália, Szudán, Tanzánia és Uganda területén honos. Természetes élőhelyei a szubtrópusi és trópusi száraz erdők, valamint ültetvények és vidéki kertek. Állandó, nem vonuló faj.

## Megjelenése
Testhossza 40 centiméter. A nagy tollak fekete-fehérek, a mellrész fehér, a szárny fekete alapon fehér pettyes. A szárny igen erős és izmos; a madár jó repülő. Csőre rikító sárga, lefelé ívelt, hátoldalán keskeny él található, amely valószínűleg a csőr erősítésére szolgál.
|  |

## Életmódja
Gyakran egész életen át tartó párkapcsolatban vagy kis csoportokban él. Tápláléka rovarok, gyümölcsök és bogyótermések; kis kígyók és egyéb hüllők.

## Szaporodása
Az ivarérettséget egyéves korban éri el. A költési időszak az esős évszakra, amikor bőven van táplálék, esik. Évente egyszer költ. A fészek egy fa odvában van. A hím és a tojó befalazza a fészeküreget iszap, sár és ürülék keverékével. Csak egy keskeny rés marad szabadon, a hím ezen keresztül adja be a táplálékot. A fészekaljban 2-6 fehér tojás található. A fiatal madarak 40-45 nap után repülnek ki.

## Természetvédelmi helyzete
Az elterjedési területe rendkívül nagy, egyedszáma ugyan csökken, de még nem éri el a kritikus szintet. A Természetvédelmi Világszövetség Vörös listáján nem fenyegetett fajként szerepel.